# Гартнарт III
Гартнарт III (гэльск. Gartnait mac Foith) — король пиктов в 633 — 637 годах.

## Биография
«Хроника пиктов» и ирландские анналы сообщают о четырёх годах правления Гартнарта III. Однако есть источники, которые говорят о пяти и восьми годах, что маловероятно.
«Анналы Ульстера» сообщают о смерти Гартнарта III в 637 году. Новым королём пиктов стал его сын Бруде II.